# Poropanchax normani
Poropanchax normani è un piccolo pesce d'acqua dolce appartenente alla famiglia Poeciliidae.

## Distribuzione e habitat
Questa specie è diffusa in Africa, nelle acque dolci di fiumi, paludi e ruscelli sfocianti nell'Atlantico, dal Senegal al Camerun, spingendosi verso le fonti in Repubblica Centrafricana, Ciad e Niger. È inoltre diffuso nelle acque del Nilo bianco in Togo Sudan e Benin. 

## Descrizione
Presenta un corpo allungato ma robusto, con tozzo peduncolo caudale e pinne arrotondate. Gli occhi sono grandi, non vi è gonopodio nei maschi, in linea con le caratteristiche della sottofamiglia Aplocheilichthyinae. Li livrea è semplice, un color sabbia semitrasparente, con zone azzurrine e gialline dai riflessi metallici, e grosse scaglie orlate di bruno, formanti una sottile "rete" sul corpo del pesce. La femmina ha colori più smorti. 

Le dimensioni si attestano sui 4 cm.

## Alimentazione
P. normani si nutre di insetti e piccoli crostacei.

## Acquariofilia
È un pesce diffuso in commercio e conosciuto tra gli appassionati, facile da allevare in acquario.